# Камешкова (река)
Ка́мешкова — река в России, протекающая по Билибинскому району Чукотского автономного округа, правый приток Большого Анюя. Длина реки — 242 км, площадь водосборного бассейна — 2130 км².
Исток реки находится на юго-западных склонах Анюйского хребта на высоте более 400 м над уровнем моря. От истока течёт на север, затем поворачивает на северо-запад и протекает по лесотундре с преобладанием лиственницы. Берега реки часто заболочены, в низовьях сильно меандрирует, в левобережной пойме реки — большое число озёр. Впадает в Большой Анюй по правому берегу на отметке менее 12 м над уровнем моря в 117 км от его устья, выше впадения Яровой. Ширина в низовьях — 22 м при глубине 1 м; скорость течения перед устьем составляет 0,6 м/с.

## Основные притоки
Указаны поименованные притоки длиной 30 км и более.
| Название   | Расстояние от устья | Длина | Положение |
| ---------- | ------------------- | ----- | --------- |
| Незаметный | 191                 | 36    | левый     |
| Каменистый | 201                 | 35    | левый     |

## Данные водного реестра
По данным государственного водного реестра России и геоинформационной системы водохозяйственного районирования территории РФ, подготовленной Федеральным агентством водных ресурсов:
- Бассейновый округ — Анадыро-Колымский
- Речной бассейн — Колыма
- Речной подбассейн — Анюй
- Водохозяйственный участок — Анюй, включая реки Большой и Малый Анюй
- Код водного объекта — 19010300112119000066368